# Opuntia auberi

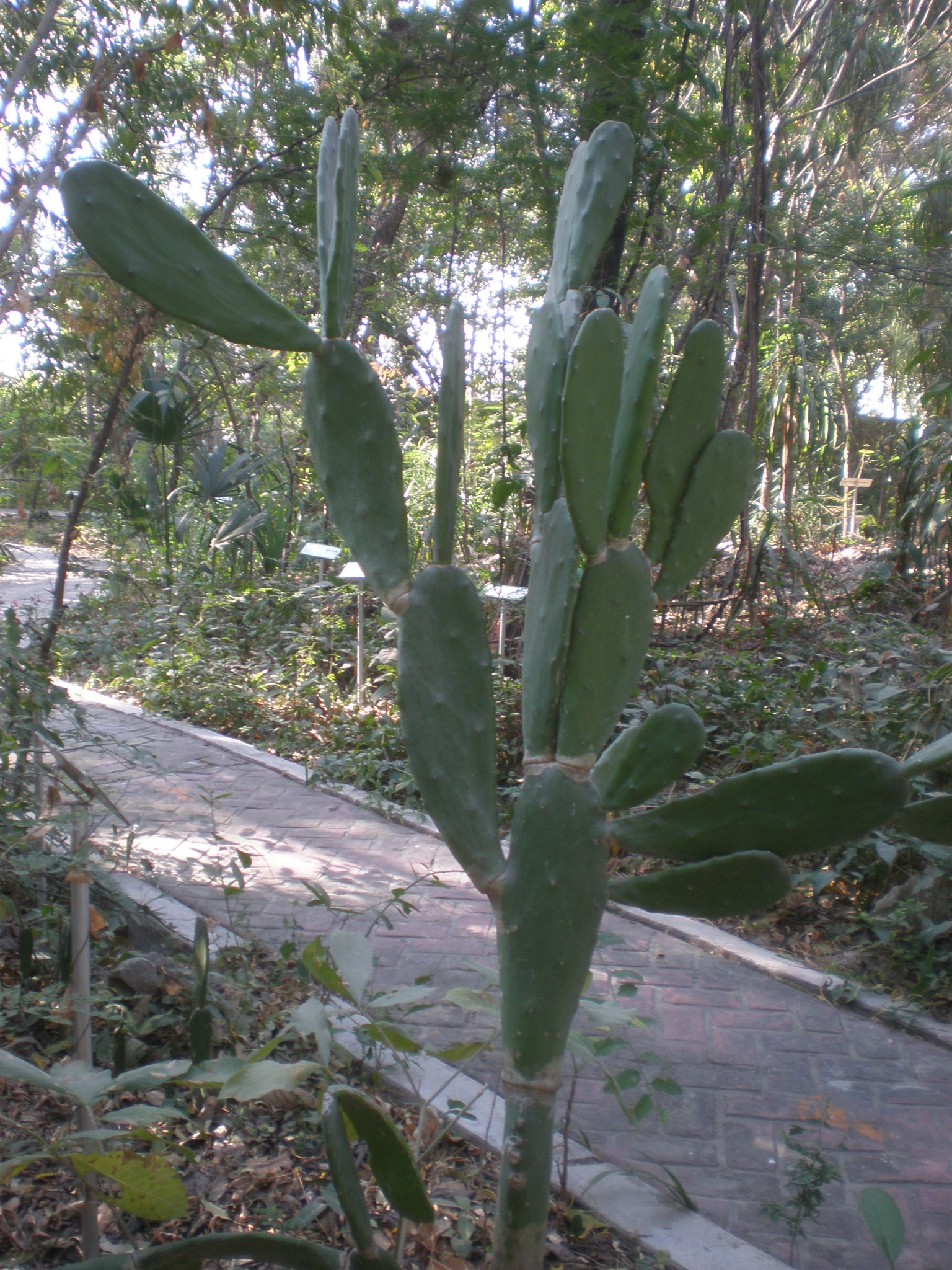
Wuchsform

Opuntia auberi ist eine Pflanzenart in der Gattung der Opuntien (Opuntia) aus der Familie der Kakteengewächse (Cactaceae). Das Artepitheton auberi ehrt Pedro Alejandro Auber, den Direktor des Botanischen Gartens in Havanna.

## Beschreibung
Opuntia auberi wächst baumförmig und erreicht Wuchshöhen von 3 bis 8 Meter und mehr. Die Zweige stehen rechtwinklig vom Stamm ab. Der zylindrische Stamm ist unbedornt und trägt bräunliche Glochiden. Die blaugrünen bis graugrünen, breiten und massigen Triebabschnitte sind bis zu 30 Zentimeter lang. Die zwei bis drei Dornen, die manchmal auch fehlen können, sind weiß und besitzen eine dunklere Spitze.
Die dunkelrosafarbenen Blüten sind bis zu 9 Zentimeter lang. Über die Früchte ist nichts bekannt.

## Verbreitung, Systematik und Gefährdung
Opuntia auberi ist in den  im mexikanischen Bundesstaaten Chiapas, Guerrero und Oaxaca sowie auf Kuba verbreitet.
Die Erstbeschreibung erfolgte 1840 durch Ludwig Georg Karl Pfeiffer. Ein nomenklatorisches Synonym ist Nopalea auberi (Pfeiff.) Salm-Dyck (1850).
In der Roten Liste gefährdeter Arten der IUCN wird die Art als „Least Concern (LC)“, d. h. als nicht gefährdet geführt. Die Entwicklung der Populationen wird als stabil angesehen.

## Nachweise